# Alarcón (Spanien)

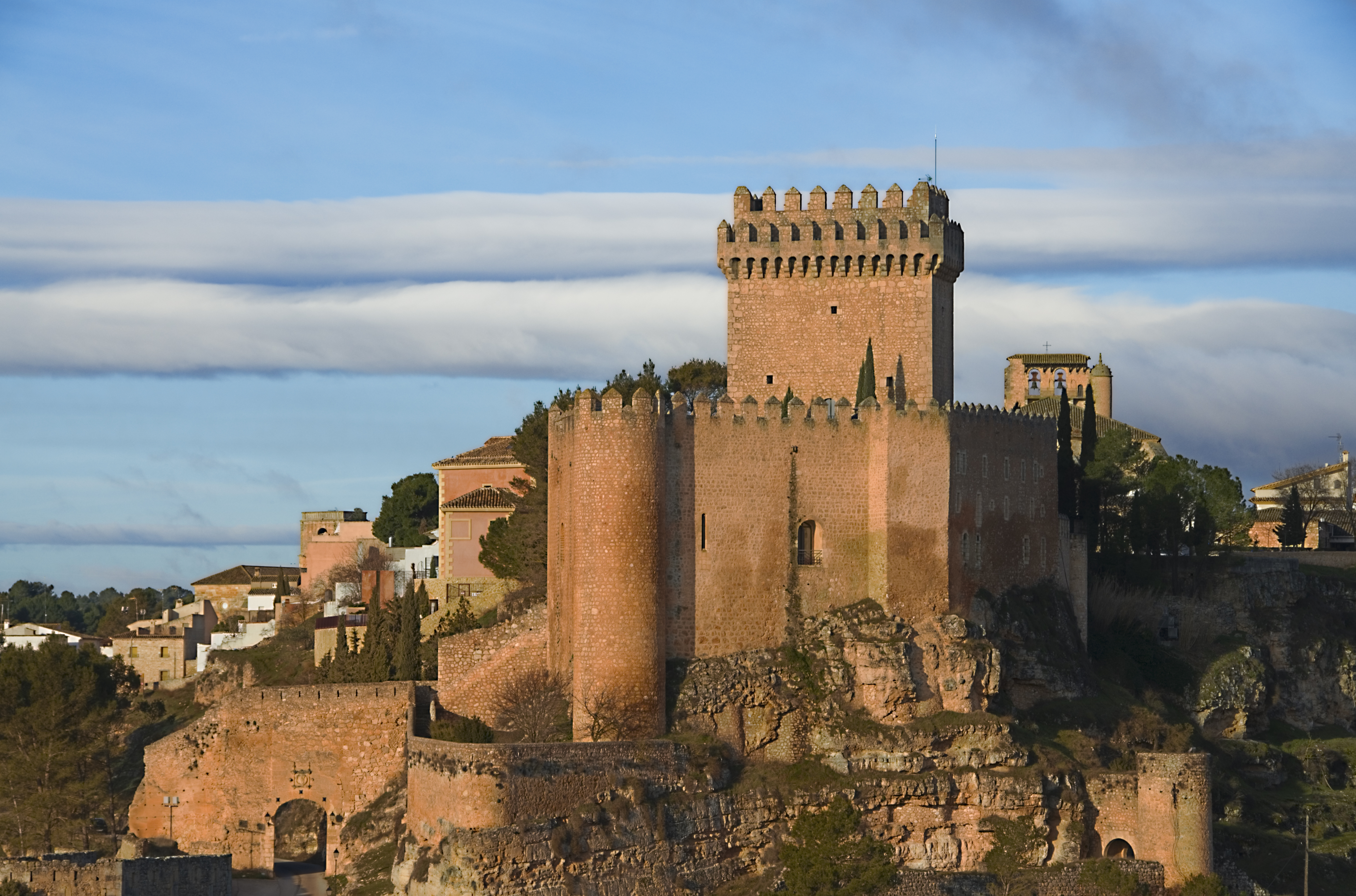
Alarcón – Burg

Alarcón ist ein mittelalterliches Bergdorf und eine aus mehreren Teilflächen bestehende Gemeinde (municipio) mit nur noch ca. 150 Einwohnern in der Provinz Cuenca in der Autonomen Gemeinschaft Kastilien-La Mancha in Spanien. Das Ortsbild wird von einer Festungs- und Burganlage aus dem 14./15. Jahrhundert geprägt. Der gesamte Ort ist seit dem Jahr 1981 als Conjunto histórico-artístico anerkannt.

## Lage und Klima
Der abgelegene Ort Alarcón liegt gut 80 km (Fahrtstrecke) südlich der Provinzhauptstadt Cuenca auf einem Felsvorsprung oberhalb einer Schleife des Río Júcar einer Höhe von ca. 850 bis 880 m; die Stadt Albacete ist ca. 100 km in südlicher Richtung entfernt. Das Klima ist gemäßigt bis mild; Regen (ca. 450 mm/Jahr) fällt überwiegend im Winterhalbjahr.

## Bevölkerungsentwicklung
| Jahr      | 1857 | 1900 | 1950 | 2000 | 2021 |
| Einwohner | 961  | 796  | 1294 | 208  | 151  |

Die Mechanisierung der Landwirtschaft und die Aufgabe bäuerlicher Kleinbetriebe („Höfesterben“) haben seit der zweiten Hälfte des 20. Jahrhunderts zur Arbeitslosigkeit und Abwanderung der meisten Einwohner geführt („Landflucht“).

## Wirtschaft
In früheren Zeiten lebten die Einwohner als Selbstversorger von der Landwirtschaft (Ackerbau und Viehzucht). Auch der Erzabbau war von Bedeutung. Die allgemeine Situation verbesserte sich erst mit dem Bau von Straßen nach Cuenca. Seit den 1970er Jahren ist der innerspanische Tourismus in Form der Vermietung von Ferienhäusern (casas rurales) als Einnahmequelle hinzugekommen.

## Geschichte
Auf dem Gemeindegebiet wurden prähistorische und römische Kleinfunde gemacht. Im frühen 8. Jahrhundert kamen die Mauren, die mehr als 450 Jahre lang das Land beherrschten und erst im Jahr 1184 von den christlichen Heeren Alfons’ VIII. vertrieben werden konnten (reconquista). Zu Beginn des 14. Jahrhunderts kamen Burg und Ort in den Besitz des Infanten Juan Manuel und später in den der Markgrafen von Villena.

## Sehenswürdigkeiten
- Castillo de Alarcón aus dem 14./15. Jahrhundert[7]
- Plaza de Don Manuel
- Kirche Santo Domingo de Silos aus dem 13. Jahrhundert
- Kirche San Juan Bautista aus dem 16. Jahrhundert
- Kirche der Heiligen Dreifaltigkeit aus dem 13. und 16. Jahrhundert
- Kirche Santa Maria aus dem frühen 16. Jahrhundert[8]

Umgebung
- Auf einem gegenüberliegenden Felsen befindet sich der im 14. Jahrhundert erbaute Torre de Alarconcillo[9]

## Mit dem Ort verbundene Persönlichkeiten
- Alfons VIII., König von Kastilien
- Juan Ruiz de Alarcón, Dramatiker
- Don Juan Manuel, Staatsmann und Schriftsteller